# 塞羅卡尼亞
塞羅卡尼亞（西班牙語：Cerro Caña），是巴拿馬的城鎮，位於該國西北部，由恩戈貝-布格雷特區的穆納區負責管轄，面積30.4平方公里，海拔高度607米，2010年人口2,146，人口密度每平方公里70.6人。